# 江西省人民代表大会常务委员会
江西省人民代表大会常务委员会（简称江西省人大常委会）是江西省人民代表大会的常设机构，在江西省人大全体会议闭会期间代为行使江西省人大的权力。同级类似机构为江西省政协，为咨询机关。

## 历史沿革
1949年10月中华人民共和国成立后，由于召开省人民代表大会的条件尚不成熟，江西省在1950年和1951年先后召开两次代行人民代表大会职权的全省各界人民代表会议。1950年，江西省各界人民代表会议协商委员会成立，作为江西省各界人民代表会议闭会期间的常设机构，也是中国人民政治协商会议江西省委员会的前身。
1953年6月至1954年7月，江西省举行第一次普选，选举产生了地方各级人大代表。1954年7月11日至22日，江西省第一届人民代表大会第一次会议在南昌召开，标志着人民代表大会制度在江西省的正式建立。从1954年7月至1966年5月，一共历经三届江西省人民代表大会。1966年文化大革命爆发后，江西省人民代表大会的活动完全中断。1968年1月成立的江西省革命委员会包揽全省的一切权力。文化大革命结束后，中共中央召开各省、自治区、直辖市组织部部长和统战部部长会议，其中确定将革命委员会作为一届人民代表大会计算。据此，江西省革命委员会算作省第四届人民代表大会。
1978年2月，江西省第五届人民代表大会第一次会议召开，标志着人民代表大会制度在江西的恢复。1979年7月，五届全国人大二次会议通过《关于修正中华人民共和国宪法若干规定的决议》，其中规定：“县和县以上地方各级人民代表大会设立常务委员会，它是本级人民代表大会的常设机关”。1979年12月27日，江西省五届人大二次会议选举产生江西省人民代表大会常务委员会，杨尚奎当选主任。

## 机构设置
- 办公厅
- 法制工作委员会
- 选举任免联络工作委员会
- 外事华侨民族宗教工作委员会
- 预算工作委员会

## 历届组成人员

### 第五届
- 任期：1979年12月－1983年4月[4]:192
- 主任：杨尚奎
- 副主任：刘俊秀、李毅章、罗孟文、张宇晴、叶长庚、李芳远、徐敏、谷霁光、谢象晃
- 秘书长：张宇晴（兼）

### 第六届
- 任期：1983年4月－1988年2月[4]:192
- 主任：马继孔（1985年辞任） → 王书枫
- 副主任：王泽民、张宇晴（1985年辞任）、谢象晃（1985年辞任）、信俊杰（1985年辞任）、张国震（1985年辞任）、郑校先、黄贤度、梁凯轩（1985年补选）、彭胜昔（1985年补选）、柳滨（1985年补选）
- 秘书长：王泽民（兼） → 张振刚（1986年7月补选）

### 第七届
- 任期：1988年2月－1993年2月[4]:193
- 主任：许勤
- 副主任：王泽民、裴德安、梁凯轩（1988年11月辞任）、黄贤度、王国本（1990年4月补选）、王仲发（1990年4月补选）、王昭荣（1991年3月补选）、钱家铭（1991年3月补选）、胡东太（1991年3月补选）
- 秘书长：张振刚

### 第八届
- 任期：1993年2月－1998年1月[4]:194
- 主任：毛致用
- 副主任：王昭荣（1996年2月辞任）、陈癸尊、王国本（1996年2月辞任）、王仲发（1996年2月辞任）、胡东太、卢秀珍（1995年2月补选）、张逢雨（1995年2月补选）、郑良玉（1995年2月补选）、黄名鑫（1996年2月补选）、华桐（1996年2月补选）、钱梓弘（1996年2月补选）、周述荣（1996年2月补选）
- 秘书长：胡东太 → 罗光启（1995年2月补选）

### 第九届
- 任期：1998年1月－2003年1月
- 主任：舒惠国（2001年5月辞任） → 孟建柱（2001年5月补选）
- 副主任：卢秀珍、周慹平、陈癸尊、黄名鑫、华桐（2002年1月辞任）、钱梓弘（2002年1月辞任）、周述荣（2002年1月辞任）、全文甫、张克迅（1999年2月当选）、彭崑生（2001年2月当选）、钟家明（2001年2月当选）、钟起煌（2002年1月补选）、张海如（2002年1月补选）
- 秘书长：罗光启（1999年1月辞任） → 崔林堂（1999年2月补选）

### 第十届
- 任期：2003年1月－2008年1月
- 主任：孟建柱
- 副主任：钟家明（2007年1月辞任）、彭崑生（2007年1月辞任）、孙用和、朱英培、蒋仲平、全文甫、张海如、万学文、彭宏松（2007年1月补选）、蒋如铭（2007年1月补选）
- 秘书长：崔林堂（2006年1月辞任） → 肖远湛（2006年2月补选）

### 第十一届
- 任期：2008年1月－2013年1月
- 主任：苏荣
- 副主任：蒋如铭、胡振鹏、姚亚平（2012年3月辞任）、魏小琴、朱秉发、漆权、陈安众（2010年1月当选）
- 秘书长：程水凤

### 第十二届
- 任期：2013年1月－2018年1月
- 主任：苏荣（2013年4月辞任） → 强卫（2013年4月当选） → 鹿心社（2017年1月当选）
- 副主任：洪礼和（2017年1月辞任）、魏小琴（2017年1月辞任）、朱秉发（2015年1月辞任[5]）、陈安众（2014年1月罢免）、谢亦森、马志武、史文清（2015年1月补选）、冯桃莲（2015年1月补选）、朱虹（2017年1月补选）、周萌（2017年1月补选）、龚建华（2017年1月补选）
- 秘书长：魏民

### 第十三届
- 任期：2018年1月－2023年1月
- 主任：鹿心社（2018年1月－2018年3月[6]） → 刘奇（2018年10月[7]－2022年1月） → 易炼红（2022年1月－）
- 副主任：周萌（2021年1月辞任[8]）、朱虹（2021年1月辞任[8]）、马志武、龚建华（2021年12月辞任）、郑为文、冯桃莲（2021年1月辞任[8]）、胡世忠（2019年1月补选[9]）、赵力平（2021年1月补选[10]）、曾文明（2021年1月补选[10]）、张小平（2021年1月补选[10]）、刘强（2022年1月补选[11]）
- 秘书长：韩军

### 第十四届
- 任期：2023年1月－
- 主任：尹弘
- 副主任：殷美根（2023年3月罢免）、胡世忠、张小平、王少玄、朱斌、张伟、吴忠琼（2025年1月补选）、罗小云（2025年1月补选）
- 秘书长：杨文英